# Caso Coman
Il caso Coman (Corte di Giustizia, causa n. 673/16) riguarda la libertà di circolazione e di soggiorno dei cittadini europei in connessione al riconoscimento degli effetti del matrimonio tra le persone dello stesso genere.

## Controversia
Il caso riguarda il riconoscimento  della validità del  matrimonio omossessuale contratto tra un cittadino rumeno e un cittadino americano in Belgio. I due coniugi decidono di trasferirsi in Romania, dove  si rivolgono all'Inspetoratul pentru imigrari  (l'autorità pubblica competente in materia di immigrazione) per chiedere informazioni relative al procedimento per il riconoscimento del diritto dei coniuge straniero di soggiornare legalmente per più di tre mesi nel paese.  Le autorità nazionali negano il diritto di  soggiorno per più di tre mesi al coniuge americano, dal momento che il codice civile  rumeno non contempla il matrimonio tra persone dello stesso sesso. La situazione non può essere equiparata al ricongiungimento familiare ai sensi della direttiva 2004/38/CE. Le parti ritengano che il diniego sia discriminatorio in base all'orientamento sessuale, vietato dal diritto dell'Unione europea in quanto ostacola l'esercizio di libera circolazione dei cittadini europei.
Ricorrendo al  rinvio pregiudiziale i giudici nazionali chiedono alla Corte di giustizia di interpretare la legittimità del provvedimento amministrativo di diniego rispetto alla direttiva 2004/38/CE. In base alla norma, i cittadini europei possono esercitare tali diritti sul territorio degli altri Stati membri se lavorano, studiano o se sono in grado di provvedere da punto di vista economico a se stessi. Tali diritti  vengono estesi anche ai familiari cittadini degli Stati terzi,  come il coniuge, il partner che ha contrato con il cittadino dell'Unione un'unione registrata sulla base della legislazione di uno Stato membro oppure coloro che sono coinvolti in una relazione stabile debitamente attestata.
Alla Corte di Giustizia viene chiesto se la nozione di "coniuge" possa includere anche il partner dello stesso sesso, cittadino di uno Stato terzo, e in caso di risposta affermativa se lo Stato membro  sia obbligato a riconoscere a quest'ultimo il diritto al soggiorno superiore a tre mesi. Il riconoscimento di un matrimonio legalmente contratto all'estero tra le persone dello stesso sesso, per il diritto dell'Unione, riguarda l'esercizio della  libertà di circolazione e del diritto alla vita familiare dei cittadini europei, senza discriminazioni basate sull'orientamento sessuale.

## La decisione della Corte di Giustizia
Nelle sentenze precedenti la Corte di Giustizia ha riconosciuto  che la direttiva 2004/38/CE agevola l'esercizio della libertà di circolazione dei cittadini prevista dall'articolo 21 del  Trattato sul funzionamento dell'Unione europea (Diritto a circolare e soggiornare liberamente  nel territorio degli altri Stati membri). Secondo la Corte se il cittadino europeo ha sviluppato una vita familiare in uno Stato membro diverso da quello di origine, in base alla direttiva 2004/38/CE,  quest'ultimo deve riconoscere il rapporto personale già instaurato. Questo significa  che è garantita la vita familiare anche in seguito al rientro nel paese di origine. In assenza del riconoscimento di tale diritto i cittadini potrebbero ricorre all'articolo 21 del Trattato per spostarisi in un altro Stato membro a causa del mancato riconoscimento della vita familiare.  La Corte decide che la nozione di "coniuge" ai fini della direttiva 2004/38/CE include il cittadino di uno Stato terzo sposato con un cittadino europeo in conformità con la normativa di uno Stato membro. Al fine del riconoscimento dei diritti derivati dal matrimonio la nozione di coniuge è neutra rispetto al genere.

## Conseguenze
L'Unione europea è un'organizzazione sovranazionale e i suoi poteri sono determinati in base al principio delle competenze attribuite, ciò significa che può agire solo nelle materie delegate dagli Stati membri nei trattati istitutivi.  L'Unione non è fornita della competenza di adottare misure relative al matrimonio, in quanto la materia è disciplinata dagli Stati membri. Il diritto alla vita familiare viene tutelato dall'Unione tramite  l'esercizio della libertà di circolazione intra-statale dei cittadini europei. Per rafforzare il mercato interno i cittadini europei devono essere messi nella posizione di esercitare la libertà di circolazione, compresi gli aspetti inerenti alla vita familiare. I vari Stati membri hanno adottato provvedimenti legislativi per disciplinare il matrimonio tra le persone dello stesso sesso, consequenzialmente, per proteggere il diritto alla vita familiare nelle situazioni transfrontaliere, l'Unione deve garantire i diritti delle coppie gay. Nel procedimento legislativo per l'adozione della direttiva 2004/38/CE il Parlamento europeo aveva proposto l'inclusione del matrimonio gay nella nozione di coniuge, però l'inserimento è stato ostacolato dall'assenza del consenso tra gli Stati membri. Questo è la ragione per cui è stato necessario l'intervento della Corte di Giustizia. Diversamente dalla Corte Suprema statunitense, la Corte di Giustizia non ha competenza di legalizzare il matrimonio omossessuale. La decisione della Corte permette ai cittadini europei di richiedere agli Stati membri di destinazione di riconoscere il diritto a risedere al coniuge dello stesso genere, a prescindere dal fatto che lo Stato abbia legalizzato i matrimoni gay. Per quanto riguarda l'esercizio della libertà di circolazione per l'Unione i matrimoni eterosessuali e omossessuali occupano lo stesso gradino.
Tutti gli Stati membri hanno aderito alla Convenzione europea per la salvaguardia dei diritti dell'uomo e delle libertà fondamentali; in base alla giurisprudenza della Corte europea dei diritti dell'uomo le coppie gay hanno diritto alla vita familiare in base all'articolo 8 della Convenzione; tuttavia, nemmeno questa istituzione può obbligare gli Stati contraenti a legalizzare il matrimonio gay.  Nella sentenza Orlandi la Corte europea dei diritti dell'uomo ha riconosciuto che gli Stati hanno l'obbligo di riconoscere tali matrimoni contratti all'estero, a condizione che gli altri Stati prevedano qualche forma di riconoscimento legale dell'istituto.

## I diritti degli omossessuali in base al diritto dell'Unione europea
Anche se gli Stati membri sono competenti a disciplinare gli aspetti concernenti la vita familiare, quando agiscono nell'ambito di applicazione del diritto europeo essi sono tenuti a rispettare i diritti fondamentali protetti dall'Unione. Il vantaggio che la decisione della Corte di Giustizia ha portato è che essa amplia la possibilità di scelta delle coppie gay, che possono optare a formalizzare la loro relazione in uno Stato dove essi hanno gli stessi diritti delle coppie gay. Infine, in base al principio del primato del diritto dell'Unione, anche se uno Stato membro rendesse illegale il matrimonio gay, è comunque tenuto a riconoscerlo nelle situazioni che coinvolgono il diritto europeo.
Vengono protetti gli individui contro le discriminazioni in base all'orientamento sessuale. Ne sono un esempio:
- la direttiva 2000/78/CE relativa all'ambito lavorativo;
- l'articolo 10 del Trattato sul funzionamento dell'Unione europea che impone all'Unione di considerare questo aspetto in tutte le sue politiche;
- l'articolo 19 del Trattato sul funzionamento dell'Unione europea affida all'Unione la competenza di adottare misure per combattere le discriminazioni in base al sesso, alla razza o all'origine etnica, alla religione e alle convinzioni personali, disabilità, età e orientamento sessuale;
- l'articolo 21 della Carta dei diritti fondamentali dell'Unione europea proibisce la discriminazione in base alle preferenze sessuali;
- la stessa Carta all'articolo 9 sul diritto di sposarsi non definisce il matrimonio come un legame tra donna e uomo, ma si limita a rimandare alle legislazioni nazionali. Si tratta di una disposizione moderna, considerando che la Convenzione europea per la salvaguardia dei diritti dell'uomo e delle libertà fondamentali del 1950 all'articolo 12 fa riferimento al diritto dell'uomo e della donna di sposarsi.[9]

Una misura simbolo delle modalità tramite cui le istituzioni dell'Unione europea possono proteggere i diritti degli omossessuali, senza violare il principio delle competenze attribuite, è la materia della donazione di sangue regolamentata a livello sovranazionale nel 2002 e 2004. Nel 2015 la Corte di giustizia  aveva affermato che le legislazioni nazionali che vietano agli uomini gay di donare sangue valgono solo se fondate su una giustificazione scientifica in assenza della quale tali norme nazionali sono considerate discriminatorie in base al diritto dell'Unione.